# Museo Nacional Etrusco
Esta página es sobre el museo en sí, para la historia arquitectónica, véase Villa Giulia.
El Museo Nacional Etrusco (en italiano Museo Nazionale Etrusco) es un museo sobre la civilización etrusca albergado en la Villa Giulia de Roma, Italia. Esta villa fue construida según diseño de Jacopo Barozzi da Vignola entre 1551 y 1553.

## Historia
La villa fue erigida por papas y permaneció como propiedad suya hasta el año 1870 cuando, al estallar el Risorgimento y la desaparición de los Estados Papales, se convirtió en propiedad del Reino de Italia.  
La creación del museo se relaciona con el programa establecido por Felice Barnabei a finales de los años 1880: su idea era establecer un «perfil arqueológico» de la región gracias a las excavaciones metódicas basadas en los estudios topográficos, un estudio sistemático de los objetos así sacados a la luz y, en definitiva la presentación de estos últimos al público. Se pretendía, pues, reunir todas las antigüedades prerromanas del Lacio, el sur de Etruria y Umbría pertenecientes a las civilizaciones etrusca y falisca, 
Los primeros objetos que se unieron a las colecciones provenían tanto de las excavaciones de Civita Castellana, antigua Faleria, capital de los faliscos. En origen, la villa Giulia no era más que un lugar de almacenaje temporal de los materiales. El museo se fundó en 1889. Se dividió en dos secciones: «urbana» y «extra-urbana», dependiendo del origen del material arqueológico. La sección urbana se implantó en las Termas de Diocleciano mientras que la segunda se mantuvo en la villa Giulia. Las colecciones de esta última se enriquecieron con los descubrimientos hechos en el Lacio (Gabii, Colli Albani luego Palestrina), Etruria (Cerveteri luego Veyes), después la Umbría (Todi, Terni). Aunque el programa de Barnabei pretendía la presentación de objetos de todas las civilizaciones que se habían sucedido en la región de Roma, el museo adquirió rápidamente un predominio de lo etrusco, consagrado por su actual nombre oficial de «museo nacional etrusco». Ha sido ubicada en la villa desde comienzos del siglo XX.

## Colecciones

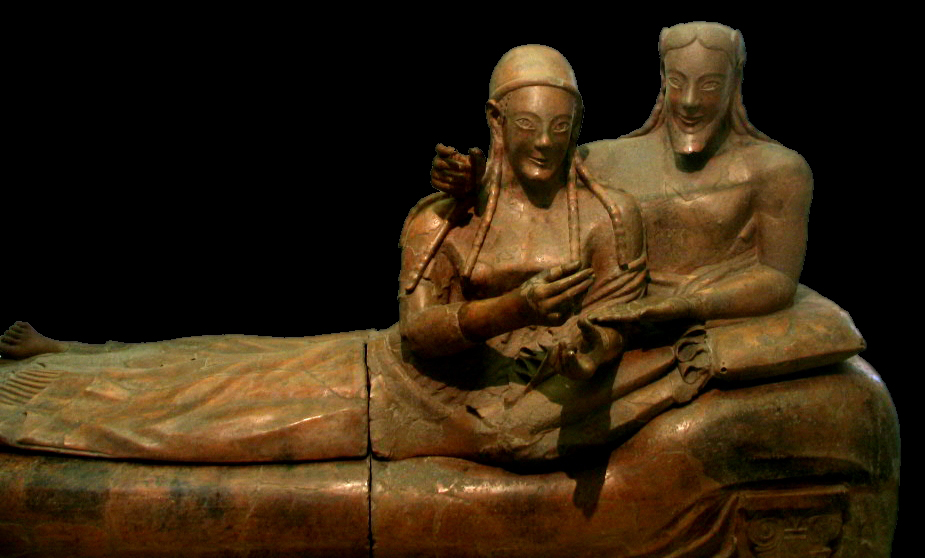
Sarcófago de los esposos descubierto en Cerveteri, hacia 520 a. C., la pieza más conocida del museo.

Su más famoso tesoro individual es el monumento funerario en terracota, a tamaño casi natural, llamado Sarcófago de los esposos (Sarcofago degli Sposi), pareja reclinada como si estuvieran en un banquete.
Las primeras salas del museo se organizan según un doble principio: topográfico y cronológico.
- Vulci (salas 1-5): centauro en toba del siglo VI a. C., proveniente de la necrópolis de Poggio Maremma; urnas funerarias bicónicas o en forma de cabañas; vasos en bucchero y vasos griegos de alta calidad, importados desde el Ática.
- Bisenzio (sala 6): carro funerario en bronce proveniente de la necrópolis de Olmo Bello.
- Veyes (sala 7): Apolo de Veyes en terracota policromada, elemento de un grupo representando el enfrentamiento entre Hércules y Apolo por la cierva de Cerinia; cabeza de Hermès obtenida en el santuario de Portonaccio.
- Cerveteri (salas 8-10): sarcófago llamado «de los Esposos»; sarcófago orientalizante llamado «de los Leones»; ajuar funerario de la civilización villanoviana; cerámicas griegas, con un grupo de hidrias de Caere.
- Falerii (salas 28-31): estatua de Apolo en terracota del santuario de Scasato; rhyton en forma de cabeza de perro del Pintor de Brygos.
- Alatri (sala 32): reconstrucción a tamaño natural de un templo itálico-etrusco.
- Palestrina, antigua Preneste (sala 34): ajuar funerario sacados de las tumbas Barberini, Bernardini, Castellani y Galeassi (finales del siglo VIII a. C. y primera mitad del siglo VII a. C.
- Umbría (sala 35): material funerario obtenido en las tumbas femeninas (joyería) y de guerreros (objetos de banquete, cerámicas griegas, casco ceremonial en bronce damasquinado).

El museo comprende igualmente una sección epigráfica (ántecámara y sala 1), que alberga destacadamente las láminas de Pyrgi etrusco-fenicias, de oro, quizá las más antiguas inscripciones conocidas de la Italia prerromana.
La villa Giulia ha recibido igualmente colecciones privadas: las de Augusto Castellani, la colección Cima-Pesciotti y los fondos del Museo Kircher, fundado en 1651 por el jesuita Athanasius Kircher y «nacionalizada» después de la proclamación del reino de Italia. Quizá los objetos más conocidos figuran una serie de espejos en bronce y sobre todo el cofre Ficoroni, un cofre nupcial en bronce con incisiones, representando el concurso de boxeo organizado por el rey Ámico, un episodio del mito de los Argonautas.